# Jerzy Sobera
Jerzy Sobera (ur. 4 września 1970 w Bytomiu) – polski hokeista, reprezentant Polski, olimpijczyk. Działacz hokejowy.

## Kariera
- Polonia Bytom (1989–1993)
- Towimor Toruń (1994–1996)
- Cracovia (1989–1993)
- Polonia Bytom (1998–1999)
- SKH Sanok (1999–2000)[1][2]
- Polonia Bytom (2000–2001)
- SKH Sanok (2001-2002)[3][4][5]
- KH Sanok (2002-2003)[6]
- Polonia Bytom (2004–2006)

Zawodnik występujący na pozycji obrońcy, wychowanek Polonii Bytom. Występował także w TTH Metron Toruń, Cracovii, Filmarze Toruń i SKH Sanok.
W reprezentacji występował w latach 1990-1992. Uczestniczył w turniejach mistrzostw świata grupy B w Lublanie w 1991 oraz Zimowych Igrzyskach Olimpijskich w Albertville w 1992.
Od 2004 był pracownikiem Miejskim Ośrodku Sportu i Rekreacji w Rudzie Śląskiej. W 2007 roku założył w Rudzie Śląskiej Rudzkie Towarzystwo Hokejowe Zryw, którego został prezesem. Dzięki jego inicjatywie wybudowano w Rudzie Śląskiej lodowisko hokejowe otwarte w 2008.
Jako felietonista współpracował z portalem Hokej.net od 2008 do 2009.
W wyborach samorządowych 2010 startował do rady miasta Rudy Śląskiej. Uzyskał 148 głosów i nie zdobył mandatu.

## Sukcesy
Reprezentacyjne
- Awans do Grupy A mistrzostw świata: 1991

Klubowe
- Złoty medal mistrzostw Polski (4 razy): 1989, 1990, 1991 z Polonią Bytom
- Srebrny medal mistrzostw Polski (1 raz): 1987 z Polonią Bytom
- Brązowy medal mistrzostw Polski (3 razy): 1993, 2001 z Polonią Bytom, 1996 z TTH Toruń
- Puchar „Sportu” i PZHL (3 razy): 1986, 1989, 1992 z Polonią Bytom